# 松虬雪古坊
松虬雪古坊位于安徽省黄山市歙县东北部溪头镇溪头村兰田村口，已列为歙县文物保护单位。
松虬雪古坊是一座节孝坊，四柱三间三楼冲天柱式，刻有“松虬雪古”、“梅冷冰香”字样，建于清乾隆二十七年（1762年），系著名盐商叶天赐为其年轻守寡的母亲，叶熙鼎继妻汪氏请旌建造。